# چیزی زیبا (آلبوم)
چیزی زیبا (انگلیسی: Something Beautiful) نهمین آلبوم استودیویی خواننده آمریکایی مایلی سایرس است. این آلبوم در ۳۰ مه ۲۰۲۵ توسط کلمبیا رکوردز منتشر شد و همراه با یک فیلم موزیکال با همین نام بود که در ژوئن همان سال عرضه شد. این آلبوم ادامه‌دهندهٔ آلبوم هشتم او، تعطیلات تابستانی بی‌پایان (۲۰۲۳) است و یک آلبوم بصری است که بر مضامین هستی‌گرایانه تمرکز دارد. آلبوم حول محور شفای از تروما و یافتن زیبایی در تاریک‌ترین لحظات زندگی ساخته شده است.
چیزی زیبا با تک‌آهنگ اصلی «پایان دنیا» و همچنین تک‌آهنگ‌های تبلیغاتی «مقدمه»، تایتل ترک و «بیشتر برای از دست دادن» پشتیبانی شد. موزیک ویدیوی ترانهٔ «معشوقهٔ راحت» همزمان با انتشار آلبوم عرضه شد. پس از انتشار، چیزی زیبا عموماً با نقدهای مثبتی از سوی منتقدان روبه‌رو شد.

## پس‌زمینه
در نوامبر ۲۰۲۴، مایلی سایرس در مصاحبه‌ای با هارپرز بازار اعلام کرد که در حال کار روی آلبوم جدیدی به نام چیزی زیبا است. او این آلبوم را که از آلبوم دیوار (۱۹۷۹) پینک فلوید الهام گرفته، یک آلبوم بصری توصیف کرد که روی موضوع «شفا» تمرکز دارد. سایرس از ۱۷ مارس ۲۰۲۵ با به‌روزرسانی تصاویرش در شبکه‌های اجتماعی و وبگاه خود و همچنین انتشار پوسترهایی در سراسر جهان، شروع به تبلیغ آلبومش کرد. او در ۲۴ مارس ۲۰۲۵ رسماً از آلبوم خود رونمایی کرد. در تاریخ ۱۹ مه، او فهرست قطعات آلبوم را منتشر کرد که شامل همکاری‌هایی با بریتنی هوارد و نائومی کمبل است.

## بازخورد منتقدان
| بررسی جمعی      | بررسی جمعی |
| منبع            | رتبه‌بندی   |
| --------------- | ---------- |
| انی‌دیسنت‌میوزیک؟ | ۶٫۵/۱۰     |
| متاکریتیک       | ۷۰/۱۰۰     |
| بررسی انتقادی   |            |
| منبع            | رتبه‌بندی   |
| دیلی تلگراف     | [ ۹ ]      |
| گاردین          | [ ۱۰ ]     |
| فایننشال تایمز  | [ ۱۱ ]     |
| ایندیپندنت      | [ ۱۲ ]     |
| آیریش تایمز     | [ ۱۳ ]     |
| ان‌ام‌ئی          | [ ۱۴ ]     |
| پیچفورک         | ۵٫۶/۱۰     |
| رولینگ استون    | [ ۱۶ ]     |
| اسلنت مگزین     | [ ۱۷ ]     |

چیزی زیبا پس از انتشار با نقدهای عموماً مثبت از سوی منتقدان موسیقی مواجه شد. بسیاری آن را یکی از جاه‌طلبانه‌ترین و درون‌گراترین آثار سایرس تا به امروز دانسته‌اند. بر اساس متاکریتیک، این آلبوم با میانگین امتیاز ۷۰ از ۱۰۰ از ۱۳ نقد، نقدهای «عموماً مطلوب» دریافت کرده است.
در مجله پیچفورک، مدیسون بلوم چیزی زیبا را یک آلبوم مفهومی توصیف کرد که به لحاظ لحن دارای تناقض است و با تک‌آهنگ‌های آغازین خود قدرتمند آغاز می‌شود اما در ادامه با موسیقی پاپ-راک کلیشه‌ای و اشعار غیرمعقول دچار ضعف می‌شود. بلوم ضمن تحسین توانایی‌های خوانندگی سایرس، از نبود انسجام در مسیر آلبوم انتقاد کرد و معتقد بود که جاه‌طلبی‌های آن به‌طور کامل تحقق نیافته‌اند، و این اثر را «یک آلبوم مفهومی بدون مفهوم» نامید.